# Karmana
Karmana – miejscowość w wilajecie nawojskim w Uzbekistanie. Jest jednym z najważniejszych miast historycznych doliny Zarafszanu, należało do Chanatu, a od 1785 Emiratu Buchary.
Architektura mieszkaniowa miasta charakteryzuje się jedno-dwupiętrową strukturą budynków drewnianych. Rzeźba w drzewie zgodna z tradycjami bucharskimi.
Z zabytków znane są mauzoleum Mirsaida Bahrama oraz zespół architektoniczny z nekropolią Kasymszejcha. Mauzoleum składa się z niedużego pomieszczenia kwadratowego (4,45x4,45m) zwieńczonego kopułą. Charakterystyczna jest główna fasada w formie pesztaku – portalu z rogowymi graniastymi kolumnami i łukową niszą wejściową. Łuk zwieńczony jest kufickim napisem. Jako ornament służy drobna kwadratowa cegła.
Zespół architektoniczny Kasym Szejcha (XVI-XX w.) poświęcony został uczonemu (zm. 1571), który miał znaczny wpływ na społeczno-polityczne życie kraju. Składa się z chanaki, kompleksu memorialnego z dachmą i meczetem. Wspaniały budynek chanaki ma sporą salę centralną, zwieńczoną wysoką kopułą. Z zewnątrz trzy fasady wydzielono w postaci wysokich sklepionych portali. We wnętrzu przyciągają uwagę sklepienia krzyżowe i siatka żagli w kształcie tarczy. W początkach XX w. pojawiła się nowa nekropolia z odgrodzonym podwórcem i pomieszczeniami dla sprawujących posługę.
W 1958 obok osiedla wybudowano nowe miasto, któremu nadano nazwę na cześć poety i polityka Alego Szer Nizamaddina Nawoi. Nawoi jest dzisiaj stolicą wilajetu.